# Pirosszemű réce
A pirosszemű réce (Netta erythrophthalma) a lúdalakúak rendjébe, ezen belül a récefélék (Anatidae) családjába tartozó faj.

## Előfordulása
Angola, Argentína, Bolívia, Botswana, Brazília, Burundi, Chile, Kolumbia, a Kongói Demokratikus Köztársaság, Ecuador, Eritrea, Etiópia, Kenya, Lesotho, Malawi, Mozambik, Namíbia, Peru, Ruanda, Szomália, Dél-Afrika, Szudán, Szváziföld, Tanzánia, Trinidad és Tobago, Uganda, Venezuela, Zambia és Zimbabwe területén honos. Megtalálható sekély édesvízeknél.

## Alfajai
- Netta erythrophthalma brunnea
- Netta erythrophthalma erythrophthalma

## Szaporodása
Fészekalja 6–15 tojásból áll.